# Minna Planer
Christine Wilhelmine "Minna" Planer, född 5 september 1809 i Berlin, död där 25 januari 1866, var en tysk skådespelerska. 
I tidig ålder fick hon en utomäktenskaplig dotter med en officer i den kungliga sachsiska armén, som hon uppfostrade som sin syster. Efter en stormig uppvaktning, som inbegrep otrohet från båda sidor, gifte hon sig 1836 med Richard Wagner.
Under de första åren var Minna den huvudsakliga inkomsttagaren i hushållet och hade en framgångsrik karriär som dramatisk hjältinna som fick både applåder för sin förmåga på scenen och beundrare för sin skönhet. Hon deltog i många av Wagners eskapader i livet, bland annat en farofylld sjöresa till London, fattigdomen i Paris och att följa honom runt i Europa efter hans inblandning i Dresdenupproret 1849, som ledde till att han förvisades från Tyskland.
Efter Wagners förälskelse i Mathilde Wesendonck 1857 levde Minna för det mesta åtskild från honom. På senare år utvecklade hon ett hjärtfel som till slut tog hennes liv.

## Biografi

### Uppväxt
Minna Planer föddes den 5 september 1809 som dotter till en före detta trumpetare, Gotthelf Planer, i Oederan i Sachsen. Hon växte upp i fattigdom och blev vid femton års ålder förförd av Ernst Rudolf von Einsiedel, en kapten i kungen av Sachsens garde, som övergav henne efter att ha gjort henne gravid. Minna skickades till sina släktingar på landet för att dölja graviditeten, och när dottern Nathalie ("Netty") föddes uppfostrades hon som Minnas syster.
Minna gjorde karriär som skådespelerska och specialiserade sig på kvinnliga ungdomshuvudroller ("Erste Liebhaberin") i tragedier. Hon var efterfrågad av många tyska teatersällskap och uppträdde i Dessau, Altenburg, Magdeburg och Dresden innan hon träffade Richard Wagner. I ett brev daterat den 27 december 1833 redogör Minna för sina anställningsvillkor: hon ville inte ta emot gästspel, men förväntade sig de tragiska och unga hjältinnerollerna. Hennes arvode var 600 thaler plus resekostnader. Även om hon hyllades för sina förmågor som skådespelerska, väckte hennes fysiska charm också henne beundran. En anonym friare skrev till henne: "När naturen skapade dig, du sköna, bröt hon mönstret och kan aldrig mer skapa en så skön bild. Ack, jag har känt dig länge, du praktfulla varelse, vacker i ungdomen, din sköna bild fladdrande omkring i mina drömmar..."

### Wagner
| ” | "Min kära, kära, min egen unika tjej! Redan mer än 24 timmar ifrån dig efter att jag så ofta har uppskattat varje minut! Vad kommer att hända med detta? Jag är förlorad i mitt elände och mina tårar, och jag kan finna glädje i ingenting, ingenting alls! Du har blivit mig alltför kär, det är jag säker på, du kära och älskvärda barn! Hur kan jag vänja mig vid vår separation så snart? Hur kan jag stå ut med din frånvaro? Du har blivit en del av mig, och utan dig känns det i alla mina lemmar som om en del av mig saknades. Ack, om du bara kände halva min längtan, då skulle du också vara fylld av kärlek och minnen. Jag grät fortfarande när du hade gått." Brev från Richard Wagner till Minna Planer den 6 maj 1835. | „ |

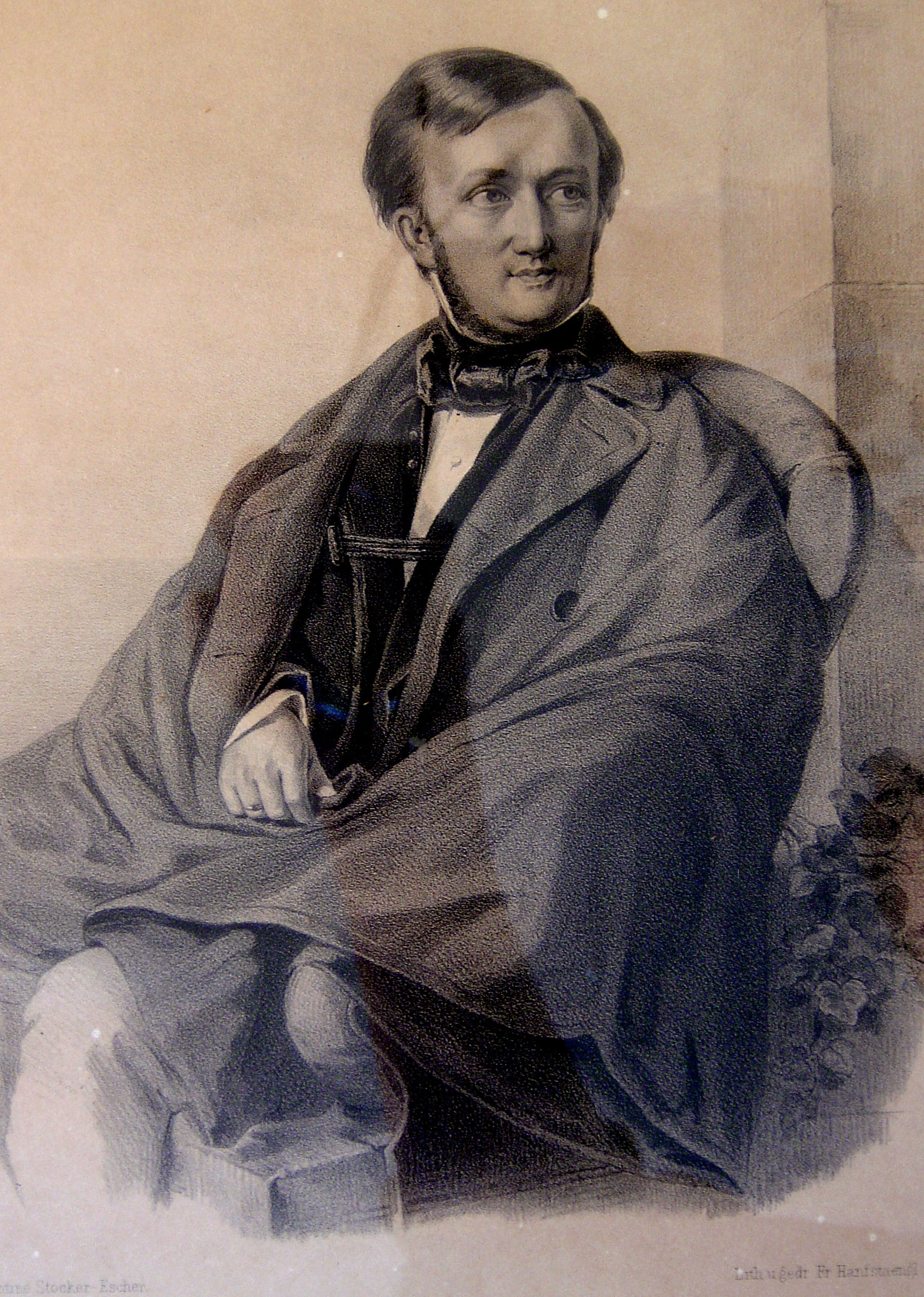
En ung Richard Wagner

År 1834 uppträdde Minna som en del av Heinrich Eduard Bethmanns teatersällskap i Magdeburg under en sommarsäsong på kurorten Bad Lauchstädt nära Halle. Hon var nästan 25 år. Richard Wagner hade anlänt till Lauchstädt den 1 augusti för att undersöka erbjudandet om en tjänst som dirigent vid Magdeburgs kompani och var inte imponerad av erbjudandet förrän han av en slump träffade Minna när han letade efter logi för natten. Den 21-årige Wagner ändrade sig och accepterade kontraktet för att följa henne och ta rum direkt under hennes.
Minnas förhållande till Wagner var stormigt: Wagner var svartsjuk och besittningslysten och det förekom ofta högljudda gräl som oftast slutade med att Minna grät. När sällskapet återvände till Magdeburg för att inleda säsongen i oktober 1834 var de dock älskande, och i februari 1835 skrev Wagner till sin bror Alfred att han och Minna var förlovade, även om Minna till Wagners raseri fortsatte att förföljas av andra friare. I november 1835 lämnade Minna, som var missnöjd med Magdeburgtruppen och troligen också med Wagner, plötsligt för att ta sig an en roll på Königstadtteatern i Berlin. Wagner blev vild av förtvivlan och bönföll henne att komma tillbaka och gifta sig med honom. Minna gick till slut med på att återvända, men stannade bara till slutet av säsongen i Magdeburg innan hon begav sig till Königsberg för att ansluta sig till det lokala teatersällskapet, medan Wagner sökte arbete i Berlin. När han misslyckades med detta anslöt han sig till Minna i Königsberg och accepterade en underordnad tjänst som biträdande dirigent. Minna gifte sig med Wagner i Tragheims kyrka den 26 november 1836, där de fortsatte att gräla till och med inför prästen som skulle gifta dem.

### De första giftasåren
Minna upptäckte snart att det inte var den väg till respektabilitet som hon längtade efter att bli Wagners hustru. Wagner fortsatte att dra på sig skulder, och hon hade ofta att göra med fordringsägare inte bara från Königsberg, utan också från Wagners tidigare utgifter i Magdeburg. Wagners position inbringade inte mycket pengar och Minnas fortsatta popularitet på scenen innebar att hon blev den främsta familjeförsörjaren och tjänade 700 riksdaler 1836. Hon fortsatte att ha beundrare, och den 31 maj 1837 rymde Minna från Wagner tillsammans med en lokal affärsman vid namn Dietrich och tog Nathalie med sig. Wagner hittade henne till slut i hennes föräldrars hem i Dresden och bad henne att återvända till honom. Trots ytterligare en kort försoning rymde Minna åter med Dietrich i juli 1837. Det var först i oktober som Minna äntligen ångrade sig och återvände till Wagner, som hade tillträtt en tjänst i Riga som musikdirektör.

### Flykten från Riga
Minna fick också en tjänst vid Rigas stadsteater och de bodde i Riga i två år tills Wagner förlorade sin tjänst i januari 1839. Han bestämde sig då för en vild plan för att undkomma sina fordringsägare: Han och Minna skulle tillsammans med sin hund Rövaren fly över den närliggande ryska gränsen och gå ombord på ett fartyg på väg till London och sedan resa vidare till Paris, där Wagner förväntade sig att hans nya opera Rienzi skulle göra honom en förmögen man. Minna gjorde sitt sista scenframträdande i Riga den 18 april i titelrollen i Schillers Maria Stuart. Det var hennes inkomster från detta framträdande som betalade deras flyg från Riga till London och Paris. Den 10 juli tog de sig över den illegala gränsövergången på ett säkert sätt, trots att de riskerade att bli skjutna av gränsvakter, men den 14 juli befann de sig i en vagn som välte och krossade Minna. Nathalie hävdade senare att Minna fick missfall till följd av detta. Även om det inte finns några andra bevis för detta påstående, är det ett faktum att Minna inte födde Wagner några barn. Minna och Wagner avseglade från Pillau med Thetis och råkade ut för en storm som ledde till att de lade till i en norsk fjord. De anlände till London först efter en skrämmande 24-dagars resa för en resa som normalt skulle ha tagit 8 dagar. Efter en veckas återhämtning i London tog de en ångbåt till Paris.

### Paris och Dresden

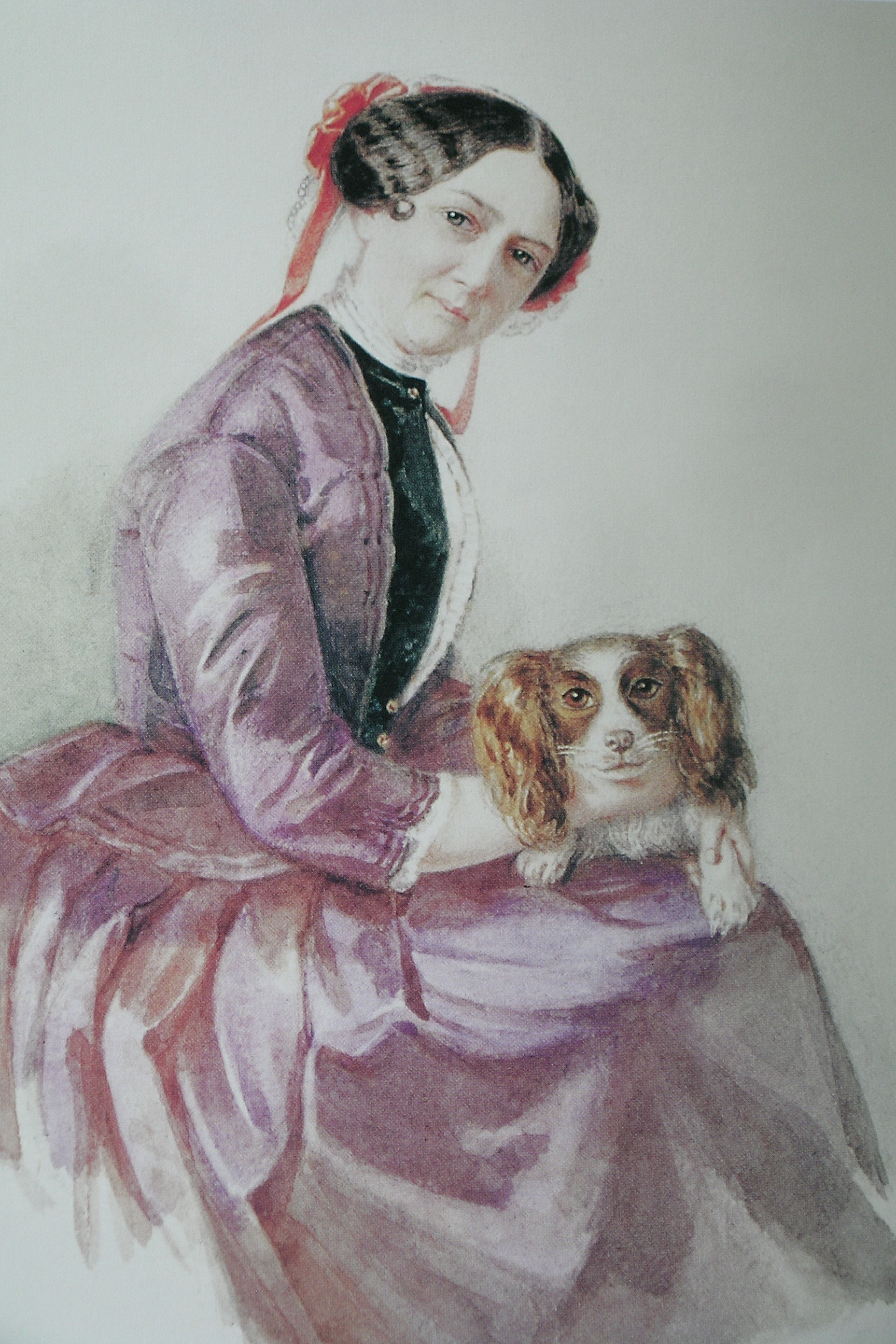
Minna Wagner 1853 med sin hund "Peps". Akvarell av Clementine Stockar-Escher

Åren 1839–1842 tillbringade Minna och Wagner i Paris, där de levde i svår fattigdom. Wagners plan misslyckades, eftersom Parisoperan inte var intresserad av att sätta upp vare sig Rienzi eller hans senaste verk, Den flygande holländaren. Wagner satt i fängelse för skulder, och Minna var tvungen att tigga pengar hos sina tyska vänner i Paris för att kunna frige honom. Det var bara när Hoftheater i Dresden accepterade Rienzi som Wagners kunde lämna Paris i april 1842. I Dresden blev Wagner kunglig kapellmästare och uppnådde den stabilitet och sociala status som Minna hade hoppats på. Wagners inblandning i upproret i Dresden i maj 1849 ledde dock till att en arresteringsorder utfärdades och Wagner flydde till Zürich.
Minna var rasande på honom och efter detta svalnade deras förhållande oåterkalleligt. Hon betraktade Zürich som en landsortsstad och sörjde förlusten av sin sociala ställning som Frau Kapellmeister. Det var först i augusti samma år som hon gick med på att återförenas med Wagner i Zürich, men det var tydligt att deras världsbilder nu var helt olika. Minna kunde förstå hans arbete som dirigent, men fann allt oftare att hans operaverk inte föll henne i smaken. Ändå var hon nu bunden till honom eftersom det var osannolikt att hon skulle kunna arbeta på scenen igen, och hon fasade för att hamna i träldom. Minna började också visa tecken på hjärtsjukdom, för vilken hon ordinerades laudanum. Innan hon anslöt sig till Wagner i Zürich skrev hon till honom:
Min största stolthet och glädje var att se dig som ledare för den största orkestern i Tyskland. Du kanske minns att jag nästan inte missade någon föreställning som du dirigerade, såg bara dig och var glad. Jag trodde att det jag hörde bara kom från dig... Den nionde symfonin kommer för alltid att vara oförglömlig för mig på grund av dig. Du framstod för mig som en Gud som behärskade alla mäktiga element och förtrollade människorna. Se, käre Richard, du äger makten, den härliga gåvan att skapa något stort även som dirigent ...

### Zürich och Mathilde Wesendonck
Wagner försökte lämna Minna 1850 när han hade en affär med den gifta 21-åriga Jessie Laussot, med vilken han planerade att fly till Fjärran Östern. Minna, tillsammans med Jessies mor, satte dock stopp för denna plan och Wagner återvände så småningom till Minna och för en tid återfick deras förhållande en del av sin ursprungliga glöd. Under ett besök sommaren 1856 skrev Ferdinand Praeger ner "En bild av Minna", som fångade dynamiken i deras förhållande:
Som hemmafru var hon mycket effektiv. Under deras svåra dagar utförde hon glatt vad som vulgärt kallas simpla tjänster. I detta avseende är hon en lika passande parallell till mrs Carlyle som Wagner är till Carlyle. Minnas bemödanden i huset och uppehället av Wagner under de mörka dagarna är följden av mrs Carlyles skurning av golven i det lilla huset vid Scotsbrig i de skotska hedarnas vildmark..
Det var Wagners förälskelse i Mathilde Wesendonck under arbetet med Tristan och Isolde 1857 som ledde till den slutliga brytningen mellan Minna och Wagner. Efter upptäckten av ett brev från Wagner till Mathilde i april 1858, anklagade Minna dem för äktenskapsbrott, vilket Wagner förnekade och hävdade att Minna hade gjort en "vulgär tolkning" av hans brev. Minna ansåg att han hade blivit förförd av Mathilde och hänvisade i senare brev till henne som "den där slynan" och "den där smutsiga kvinnan". Wagner och Minna skildes dock åt, Wagner för att resa till Venedig och Minna för att dricka spa vid Brestenberg i ett försök att förbättra sitt försämrade hjärtfel. Minna skrev till Mathilde innan hon reste till Dresden:
Jag måste säga dig med ett blödande hjärta att du har lyckats skilja min man från mig efter nästan tjugotvå års äktenskap. Må denna ädla gärning bidra till din sinnesfrid, till din lycka.
Minna beskrev senare Tristan och Isolde som "ett alltför förälskat och motbjudande par".

### Paris och de sista åren

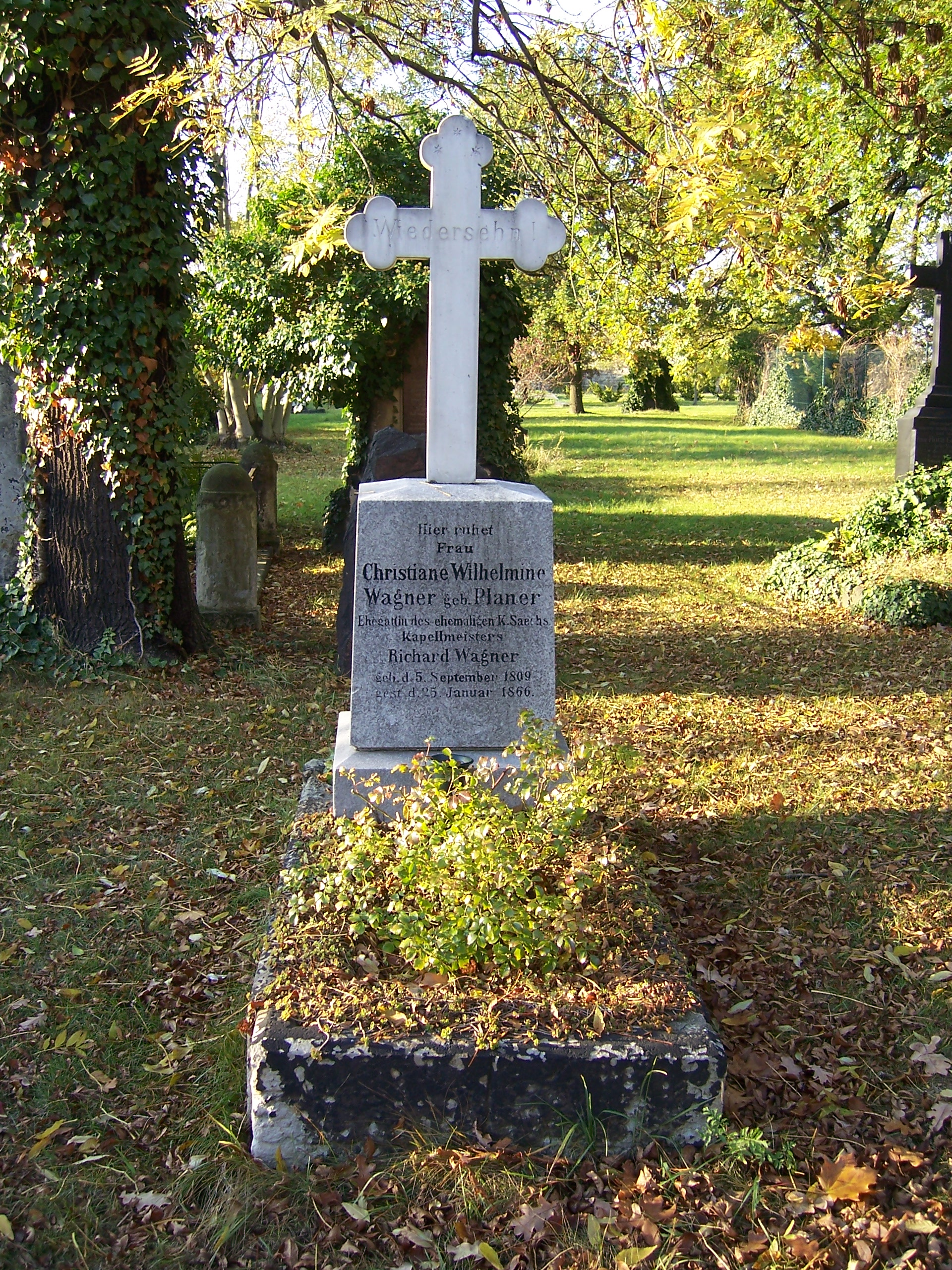
Minna Wagners grav på kyrkogården i Annenfriedhof i Dresden.

Det var först i november 1859, när Wagner flyttade till Paris för att försöka framföra en reviderad version av Tannhäuser på operan, som Minna gick med på hans begäran om att hon skulle följa med honom, men inte heller denna gång var förhållandet lätt. Minna ogillade hans omskrivna Tannhäuser och trodde att han kunde ha säkrat en ekonomisk framgång med Rienzi. Efter fiaskot med Tannhäuser i Paris begav sig Wagner i juli 1861 till Wien, medan Minna åter begav sig till Bad Soden och sedan till Dresden, där hon, Nathalie och hennes föräldrar bodde på Wagners bekostnad.
I februari 1862, när Wagner bodde i Biebrich, gjorde Minna ett överraskningsbesök hos honom, vilket började bra, men alla gamla bekymmer rördes upp när ett brev från Mathilde Wesendonck anlände. Wagner refererade till denna period som "10 dagar av helvete". I juni 1862 föreslog han att de skulle skilja sig. Minna vägrade dock att överväga detta. Trots att hon upprepade gånger bad honom att följa med henne till Dresden, ville han inte det.
Minna och Wagner skulle aldrig leva tillsammans igen, men de skilde sig inte heller. Minna fick ekonomiskt stöd av Wagner under resten av sitt liv.
Minna Wagner dog av en hjärtattack den 25 januari 1866 i Dresden. Wagner närvarade inte vid begravningen. Hennes grav finns i "Alter Annenfriedhof" i Dresden.
En stor del av detaljerna i Wagners förhållande till Minna kommer från de brev de skrev till varandra. Efter Minnas död behöll hennes dotter Nathalie många av dessa brev, och sålde så småningom de flesta av dem till Mary Burrell, som planerade att skriva en biografi över Wagner. Även om Burrell dog innan hon hann färdigställa biografin, publicerades Burrell Collection of Wagner's letters, inklusive några från Minna, så småningom 1950, med originalen i Curtis Institute of Music i Philadelphia.